# عبدالحسین اورنگ
میرزا عبدالحسین شیخ‌الملک (۵ خرداد ۱۲۶۷ تهران – ۱۳۴۵ تهران) که تخلُّص خود اورنگ را برای نام خانوادگی‌اش برگزید، سیاستمدار، شاعر، نویسنده و سخنور ایرانی بود.

## پدر
پدر اورنگ، ملاعبدالرسول فیروزکوهی مازندرانی بود که ازشاگردان میرزا محمدحسن آشتیانی، میرزا ابوالحسن جلوه و ملا حسن خویی به‌شمار می‌رفت و در حوزه تهران هم هجره آخوند خراسانی بوده‌است. وفات او در سال ۱۳۲۲ق سه سال قبل ازمشروطه به بیماری وبا بود.

## تحصیلات اورنگ
اورنگ در تهران و کربلا و نجف تحصیلات دینی کرد و همچون پدر به کسوت روحانیت درآمد. سپس به خدمت عدلیه درآمد و قاضی شد. او شاگرد ادیب پیشاوری بود و با سخنوری و شاعری، شهرت یافت و به دربار راه پیدا کرد و لقب شیخ‌الملک گرفت.

## بعد ازمشروطه
شیخ‌الملک پس از مشروطیت با سرداراسعد بختیاری رابطه نزدیکی یافت و همه جا با او همراه بود. در جریان جنگ جهانی اول که ایران میدان جنگ شد، شیخ‌الملک به «دولت موقت ملی» پیوست که در کرمانشاه با حمایت آلمان و عثمانی تشکیل شد. با شکست این دولت به استانبول کوچید و در آنجا با محمدعلی شاه نشست و برخاست کرد که از سلطنت برکنار شده بود و در تبعید به سر می‌برد.

## در عدلیه و مجلس
شیخ‌الملک پس از بازگشت به ایران به مشاغل قضائی بازگشت و تا دادیاری دیوان تمییز و ریاست عدلیه خراسان پیش رفت. در این دوره او به رضاخان سردارسپه نزدیک شد و در دوران پادشاهی او در سال ۱۳۰۷ به نمایندگی فومن در مجلس شورای ملی انتخاب شد (دوره هفتم). در دوره‌های بعد از همدان نماینده شد و کرسی نمایندگی‌اش را تا دوره سیزدهم در مجلس حفظ کرد.
از جمله نطق‌های اورنگ در مجلس در روز هشتم آذر ۱۳۱۷ بود که لایحه دولت برای اعطای صفت ایرانی‌الاصل به فوزیه همسر ولیعهد به تصویب رسید. اورنگ ضمن نطقی در ستایش ازدواج ولیعهد با خواهر پادشاه مصر این ابیات را که سروده بود در مجلس خواند و با تشویق و کف زدن ممتد نمایندگان روبرو شد:
| از پی نور دیده‌اش فرمود همسری را طلب در این عالم‏     |  | دیده بگشود و شه نظر افکند زیر این سبز قبّه و طارم |
| عاقبت یافت گوهری در مصر خاطر شه که باد دور از غم    |  | اختر برج سعد فوزیه بانوی بانوان به خوی و شیم     |
| این دو شهزاده چون شدند قرین آفرین خواند آسمان آن دم |  | دل هر ذرّه را که بشکافی از طرب شاد یابی و خّرم     |
| پارسی بچگان بکوبیدند پا سر سبزه از طرب محکم         |  |                                                  |

اورنگ در دوره چهاردهم (سال ۱۳۲۲) از دماوند نامزد نمایندگی شد. انتخابات این حوزه به علت تخلفات گسترده‌ای که در آن شد، جنجال آفرید. بنا بر شکایاتی که از دماوند شده بود، در این حوزه انتخابیه، رأی از پنج تا چهل تومان خریداری می‌شده، عده‌ای را از لواسانات برای رأی دادن و عده‌ای چاقوکش از تهران برده بودند و با اینکه همه این موارد گزارش شده و مسئولان از آن با خبر بودند، انتخابات ادامه یافته بود.
رقیبان اورنگ، جواد مسعودی سردبیر روزنامه فرانسوی زبان ژورنال دو تهران (وابسته به مؤسسه اطلاعات) و عبدالحسین نیک‌پور سرمایه‌دار و نماینده چند دوره مجلس بودند که سرانجام مسعودی برنده شد. دکتر عبدالله معظمی نماینده خوانسار و گلپایگان که در اعتراض به اعتبارنامه مسعودی در مجلس سخن گفت، انتخابات دماوند را ناهنجار و مخدوش و مفتضح توصیف کرد و گفت که هم مسعودی و هم رقیبان او (اورنگ و نیک‌پور) «فقط و فقط روی تطمیع و خرید و فروش رأی» انتخابات را پیش بردند و این سه «تا آنجا که توانسته‌اند در تطمیع مردم به حد اعلی کوشیده‌اند، به حدی که انتخابات دماوند را در حقیقت به صورت حراج یک کالای بازرگانی درآورده‌اند».
در چهار دوره بعد، اورنگ نماینده گروس (بیجار) بود و در دوره هجدهم، به عنوان سالخورده‌ترین نماینده، رئیس سنی شد و مجلس را افتتاح کرد.

## وصی مستوفی الممالک
اورنگ سرپرست قانونی (قیم) شماری از فرزندان مستوفی‌الممالک بود که هنگام مرگ او به سن قانونی نرسیده بودند (مستوفی‌الممالک هنگام مرگ ۲۱ فرزند داشت). در زمان رضا شاه، نیمی از اراضی ونک را که به ورثه مستوفی‌الممالک تعلق داشت، دولت گرفت و کارخانه ماسک سازی به نام «کارخانه شماره ۵» در آن ساخت. پس از شهریور ۱۳۲۰ و کناره‌گیری رضا شاه از سلطنت که فضای سیاسی باز شد، اورنگ در مجلس به این اقدام دولت اعتراض کرد و از وزیر پیشه و هنر (صنایع و معادن) توضیح خواست. وزیر توضیح داد که این اراضی وقفی بوده و قرار شده بهای زمین به متولی موقوفه پرداخت شود اما اورنگ همچنان اعتراض کرد که این اراضی وقف نیست.

## درگذشت
اورنگ درسال ۱۳۴۵ در ۷۸ سالگی درگذشت.